# Fort Ashby
Fort Ashby és una concentració de població designada pel cens dels Estats Units a l'estat de Virgínia de l'Oest. Segons el cens del 2000 tenia 1.354 habitants.

## Demografia
Segons el cens del 2000, Fort Ashby tenia 1.354 habitants, 574 habitatges, i 390 famílies. La densitat de població era de 160,4 habitants per km².
Dels 574 habitatges en un 29,6% hi vivien nens de menys de 18 anys, en un 56,8% hi vivien parelles casades, en un 8,2% dones solteres, i en un 31,9% no eren unitats familiars. En el 27,5% dels habitatges hi vivien persones soles el 15,7% de les quals corresponia a persones de 65 anys o més que vivien soles. El nombre mitjà de persones vivint en cada habitatge era de 2,36 i el nombre mitjà de persones que vivien en cada família era de 2,87.
Per edats la població es repartia de la següent manera: un 23,3% tenia menys de 18 anys, un 7,2% entre 18 i 24, un 28,2% entre 25 i 44, un 25,1% de 45 a 60 i un 16,2% 65 anys o més.
L'edat mediana era de 39 anys. Per cada 100 dones de 18 o més anys hi havia 90,8 homes.
La renda mediana per habitatge era de 32.375 $ i la renda mediana per família de 40.847 $. Els homes tenien una renda mediana de 34.375 $ mentre que les dones 21.667 $. La renda per capita de la població era de 15.114 $. Entorn del 4,9% de les famílies i el 8,8% de la població estaven per davall del llindar de pobresa.

## Poblacions més properes
El següent diagrama mostra les poblacions més properes.